# Udea derasa
Udea derasa es una polilla de la familia Crambidae. Fue descrito por Eugene G. Munroe en 1966.  Se encuentra en América del Norte, de donde se ha registrado en Columbia Británica y Utah. 